# Домбровский, Юзеф
Юзеф Домбровский (4 апреля 1897, Жлобин — 6 июня 1920, Киев) — сержант-пилот Войска Польского в межвоенной Польской Республике, кавалер ордена Virtuti Militari.

## Биография
После окончания городской школы в Жлобине 14 августа 1914 года был призван в армию Российской империи. Служил в пехоте, участвовал в боях против немцев. За отвагу многократно упоминался в боевых приказах и получил несколько наград. 7 июля 1917 года был произведён в звание сержанта.
После Октябрьской революции дезертировал и выехал во Францию. 22 марта 1918 года был принят в Польскую армию во Франции и направлен в лётную школу. По окончании обучения зачислен в 39-ю эскадрилью самолётов Breguet, переименованную в 1920 году в 16-ю разведывательную эскадрилью.
Во время польско-советской войны совершил множество боевых вылетов, поддерживая атаки 13-й пехотной дивизии под Казатином и Уманью (27 апреля — 15 мая 1920 года).
6 июня 1920 года разбился при посадке на киевском аэродроме после боевого вылета. Согласно наиболее вероятной версии, был убит в воздухе, а управление самолётом попытался взять на себя наблюдатель поручик Станислав Рудницкий, который не справился с посадкой.

## Награды
Посмертно награждён:
- Полевая лётная отметка
- Серебряный крест ордена Virtuti Militari № 8140
- Крест Храбрых